# Makemake
Makemake ( [ˈmakeˈmake]ⓘ) hay trang trọng gọi là (136472) Makemake (biểu tượng: ), là hành tinh lùn lớn thứ 3 trong hệ Mặt Trời và là một trong 2 vật thể tại vòng đai Kuiper (KBO). Đường kính của nó vào khoảng 2/3 của Sao Diêm Vương. Makemake có một vệ tinh đã được phát hiện. Nhiệt độ trung bình cực kì thấp (khoảng 30 K) nghĩa rằng bề mặt của nó được bao bọc bởi mêtan, êtan và có thể là nitơ băng.
Được biết đến như 2005 FY9 (và sau đó được đưa cho cái tên số hiệu 136472 và tên thường gọi Makemake, lấy theo tên một vị thần trên đảo Phục Sinh), nó được phát hiện vào ngày 31 tháng 3 năm 2005 bởi một đội ngũ do Michael Brown đứng đầu, và được công bố vào ngày 29 tháng 7 năm 2005. Ngày 11 tháng 6 năm 2008, Hiệp hội Thiên văn Quốc tế đã đưa Makemake vào danh sách những ứng cử viên cho tình trạng "giống Sao Diêm Vương" (plutoid), một thuật ngữ cho những hành tinh lùn ở ngoài quỹ đạo của Sao Hải Vương mà giống Sao Diêm Vương và Eris. Makemake được trang trọng xếp vào loại "plutoid" vào tháng 6 năm 2008.

## Khám phá
Makemake được khám phá vào 31 tháng 3 năm 2005 bội một đội ngũ do Michael Brown đứng đầu, và được công bố cho mọi người vào ngày 29 tháng 6 năm 2005. Phát hiện Eris cũng được công bố cùng ngày, tiếp theo cho công bố của Haumea 2 ngày trước đó.
Mặc cho những ánh sáng xung quanh (nó chỉ sáng bằng 1/5 Sao Diêm Vương), Makemake không được phát hiện cho tới khi tìm được những vật thể vành đai Kuiper. Hầu như những cuộc tìm kiếm những hành tinh hẻo lánh được hướng gần tới đường Hoàng đạo, do sự có thể tìm thấy một vật thể ở đó. Cũng do độ nghiêng quỹ đạo cao của nó, và sự thực nó đang ở khoảng cách xa nhất với đường Hoàng đạo vào lúc được phát hiện, ở phía Bắc của chòm sao Hậu Phát, nó đã rất có thể thoát ra sự dò soát trong những lần khám phá trước.
Bên cạnh Sao Diêm Vương, Makemake chỉ là một hành tinh lùn sáng đủ để Clyde Tombaugh nhìn thấy trong cuộc tìm kiếm những hành tinh ngoài Sao Hải Vương khoảng năm 1930. Trong lúc Tombaugh nghiên cứu, Makemake chỉ lệch vài độ so với mặt phẳng Hoàng đạo, gần khu vực chòm Kim Ngưu và ngự phu, ở độ lớn 16,0. Vị trí này đã ở rất gần tới Ngân Hà, và Makemake đã gần như không thể nào chống lại nền rộng lớn của những ngôi sao. Tombaugh tiếp tục tìm kiếm trong vài năm sau phát hiện Sao Diêm Vương, nhưng đã thất bại trong tìm kiếm Makemake hay bất kì một vật thể ngoài Sao Hải Vương nào.

### Tên gọi
Cái tên lâm thời 2005 FY9 được gắn cho Makemake khi nó được công bố. Trước đó, đội tìm kiếm thường gọi dưới tên mật là "Chú thỏ Phục Sinh", vì nó được phát hiện rất gần với lễ Phục Sinh.
Vào tháng 6 năm 2008, theo như luật của IAU cho những vật thể vành đai Kuiper, 2005 FY9 đã được đặt tên theo một đấng thánh sinh. Cái tên Makemake, một vị chúa sinh ra người trong truyền thuyết của người Rapanui, những cư dân gốc của đảo Phục Sinh, đã được chọn với sự liên kết giữa nó với lễ Phục Sinh.

## Quỹ đạo và xếp loại
|  |

## Vệ tinh
Vào ngày 26 tháng 4 năm 2016, các nhà thiên văn học sử dụng kết quả quan sát của Kính Viễn vọng Không gian Hubble và thông báo rằng đã phát hiện được một vệ tinh với đường kính 160 km quay xung quanh hành tinh lùn Makemake ở khoảng cách 12.000 km. Nó được đặt tên tạm thời là S/2015 (136472) 1, hay tên gọi khác là MK 2.
Bốn hành tinh lùn còn lại của hệ Mặt Trời với số vệ tinh đã được khám phá là Eris với 1, Haumea với 2, Sao Diêm Vương với 5 và Gonggong với 1 vệ tinh. Các nhà khoa học tin rằng từ 10% tới 20% số lượng các thiên thể ở bên ngoài Sao Hải Vương đều có một hoặc nhiều vệ tinh, điều này làm dẫn đến các kết quả tính toán tốt hơn về khối lượng của chúng.